# Shattered (film, 2022)
Ne doit pas être confondu avec Shattered ou Shattered (film, 2011).
Pour plus de détails, voir Fiche technique et Distribution.
Shattered est un thriller américain co-produit et réalisé par Luis Prieto (en), sorti en 2022.
En France, le titre se modifie en Crush lors de sa sortie en vidéo à la demande.

## Synopsis
Chris, un riche divorcé, tombe amoureux d'une femme mystérieuse, Sky. Chris, son ex-femme et son enfant sont piégés et un combat désespéré pour la survie s'ensuit.

## Fiche technique
Sauf indication contraire, les informations mentionnées dans cette section peuvent être confirmées par la base de données cinématographiques IMDb,  présente dans la section « Liens externes ».
- Titre original : Shattered
- Réalisation : Luis Prieto (en)
- Scénario : David Loughery
- Musique : Tom Howe
- Décors : Madeline O'Brien
- Costumes : Kristen Kopp
- Photographie : Juan Miguel Azpiroz
- Montage : Federico Conforti
- Production : Claudia Bluemhuber, Veronica Ferres, John Malkovich et Luis Prieto
- Production déléguée : Gero Bauknecht, Barry Brooker, James Campbell-Smith, Florian Dargel, Alexander Jooss, Michael Leahy, Gary Leff, Christian Mercuri, Gerd Schepers, Roman Viaris-de-Lesegno et Stan Wertlieb
- Sociétés de production : Construction Film et Silver Reel
- Société de distribution : Lionsgate
- Pays de production :  États-Unis
- Langue originale : anglais
- Format : couleur
- Genre : thriller
- Durée : 92 minutes
- Dates de sortie :
  - États-Unis : 14 janvier 2022 (sortie limitée)
  - France : 23 mars 2022 (vidéo à la demande)[1]

## Distribution
- Cameron Monaghan (VF : Rémi Caillebot ; VQ : Vincent de Boüard) : Chris Decker
- Sasha Luss (VF : Margaux Laplace) : Jamie
- Ridley Bateman : Willow
- Lilly Krug (VF : Meaghan Dendraël) : Sky
- John Malkovich (VF : Edgar Givry) : Ronald
- Ash Santos (VF : Déborah Claude) : Lisa
- James C. Burns : l'inspecteur Lane
- Dat Phan (VF : Philippe Bozo) : Kirju
- Frank Grillo (VF : Emmanuel Karsen) : Sebastian
- David Madison (VF : Thierno Ba) : Briggs
Version française
  - Studio de doublage : ?
  - Direction artistique : Emmanuel Karsen[2]

## Production
Le tournage se termine dans le Montana en juin 2021.

## Accueil

### Sortie
Le film est sorti dans certaines salles, comme en vidéo à la demande, le 14 janvier 2022, ainsi que sur DVD et Blu-ray le 22 février de la même année.
En France, il ne sort qu'en vidéo à la demande, le 23 mars 2022 sous le titre Crush.